# Ruoholuoto (ö i Norra Savolax, Kuopio, lat 63,21, long 27,34)
Ruoholuoto är en ö i Finland.   Den ligger i kommunen Kuopio i den ekonomiska regionen  Kuopio ekonomiska region  och landskapet Norra Savolax, i den centrala delen av landet, 400 km norr om huvudstaden Helsingfors. Ruoholuoto ligger i sjön Onkivesi.